# Benoicanthus
- Commons
- Wikispecies

Benoicanthus Heine & A.Raynal, segundo o Sistema APG II, é um gênero botânico da família Acanthaceae.

## Espécies
O gênero apresenta duas espécies:
- Benoicanthus gruicollis
- Benoicanthus tachiadenus
- «Lista das espécies»

## Nome e referências
Benoicanthus Heine & A.Raynal, 1968

## Classificação do gênero
| Sistema | Classificação                       | Referência            |
| ------- | ----------------------------------- | --------------------- |
| APG II  | Ordem Lamiales, família Acanthaceae | APweb, versão 9, 2008 |